# Eifelwasserleitung

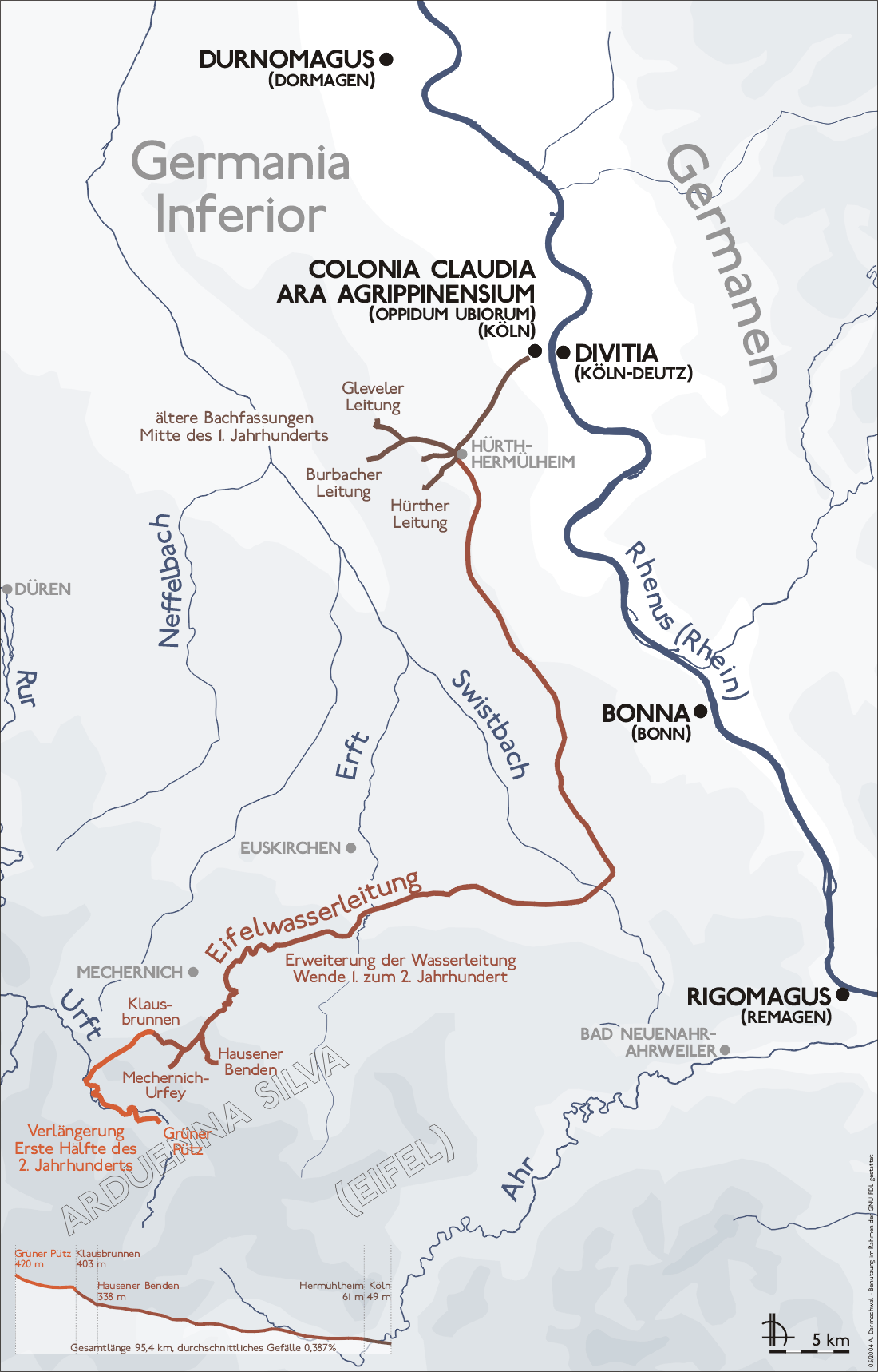
Verlauf der Eifelwasserleitung

Die Eifelwasserleitung – auch Römerkanal oder Römische Wasserleitung nach Köln genannt – war eines der längsten Aquädukte des römischen Imperiums und gilt als längster Aquädukt nördlich der Alpen.
Die Anlage versorgte die damalige römische Stadt Colonia Claudia Ara Agrippinensium, das antike Köln, mit Wasser für die öffentlichen Laufbrunnen, Thermen und privaten Hausanschlüsse.

## Geschichte der Leitung
Die Anlage hatte eine Vorgängerin, die heute Vorgebirgsleitung genannt wird oder besser nach ihren einzelnen Zweigen: Bachemer-(?), Gleueler-, Burbacher- und Hürther Leitung (→ Römische Wasserleitungen in Hürth). Die Stränge der Vorgängerleitung wurden zwischen 1929 und 1953 archäologisch ergraben. Sie entstanden wahrscheinlich in verschiedenen Abschnitten circa 30 n. Chr. vor Erhebung der Ubierstadt zur römischen Colonia und nutzten einige Quellen und saubere Bachläufe des Höhenzuges Ville (süd-)westlich von Köln, insbesondere den Duffesbach oder Hürther Bach. Bevor diese Bäche von den Römern kanalisiert worden waren, versickerten sie im Rheinschotter. Als die Menge und Qualität des Wassers dieser Leitung nicht mehr ausreichte, die schnell wachsende antike Großstadt zu versorgen, obwohl die Quellen auch im Sommer durch die in der Ville wasserspeichernden Braunkohleschichten eine ausreichende Schüttung hatten, wurde eine neue Wasserleitung zu Quellen in der Eifel angelegt. Das kalkreiche Quellwasser aus der Eifel galt als qualitativ besonders hochwertig.

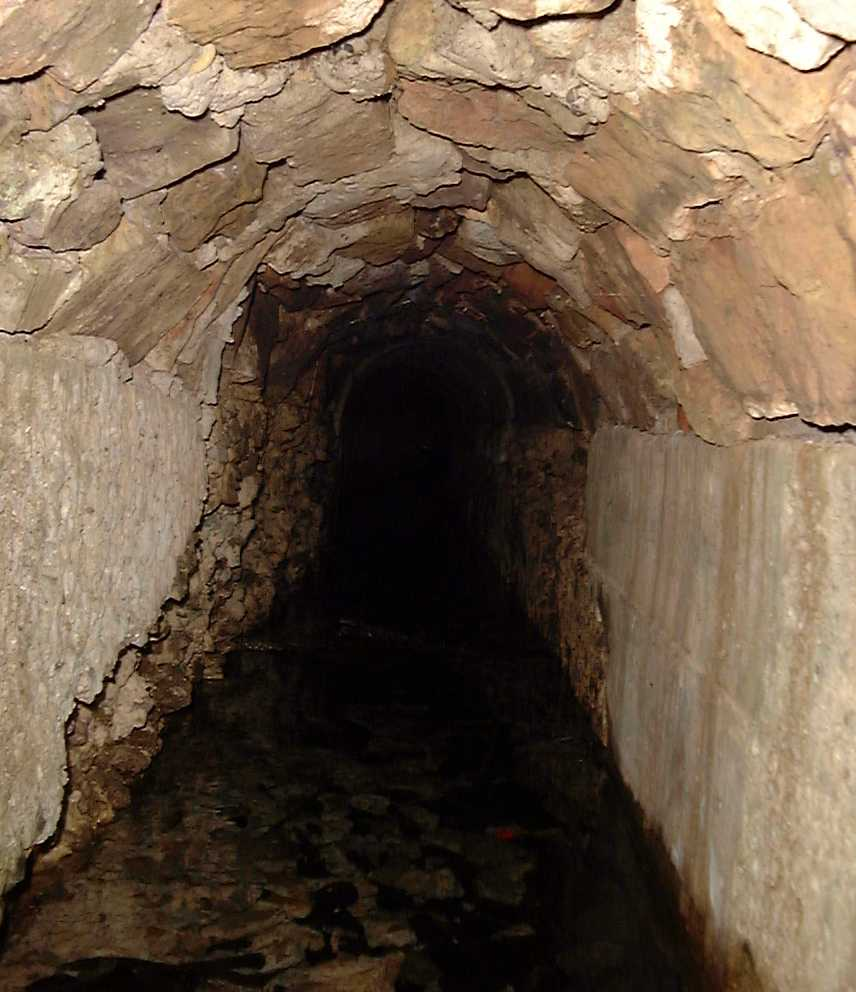
Das Innere der Leitung am Grünen Pütz

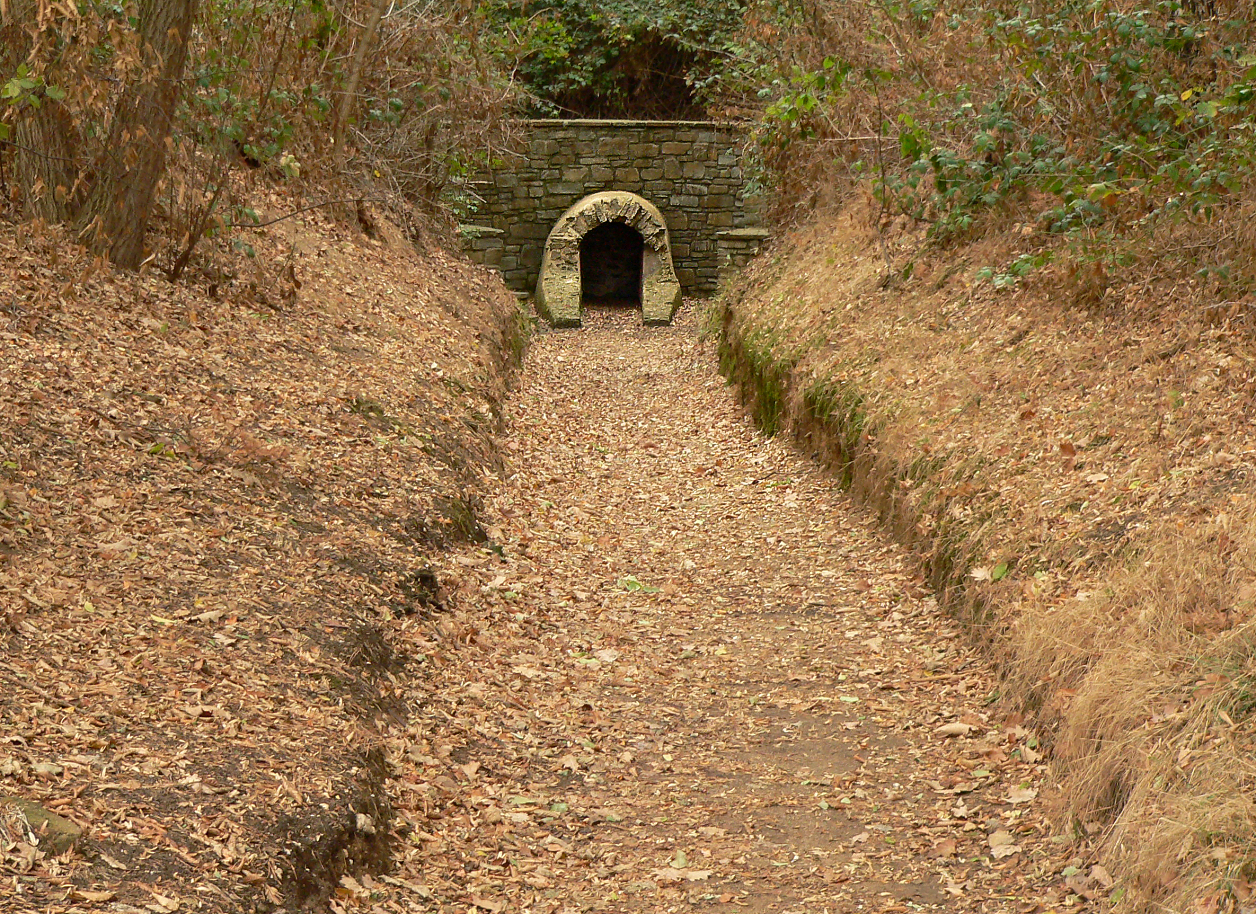
Aufschluss der unter der Erde verlaufenden Leitung bei Buschhoven

Diese Eifelwasserleitung errichtete man um das Jahr 80 n. Chr. von der Nordeifel her aus Opus caementitium und Mauerwerk aus Naturstein. Obwohl literarische und epigraphische Quellen fehlen, kann als sicher angenommen werden, dass die Leitung vom römischen Heer errichtet wurde, da nur dieses über die entsprechenden Mittel verfügte. Dessen Kommandant und Statthalter des dazugehörenden Heeresbezirks, aus dem wenige Jahre später die Provinz Germania inferior wurde, war um diese Zeit Sextus Iulius Frontinus, der später in Rom curator aquarum wurde. Klaus Grewe vermutet da einen naheliegenden Zusammenhang. Die Leitung hatte eine Länge von 95,4 Kilometern und eine Transportkapazität von bis zu 20.000 Kubikmetern Trinkwasser je Tag. Zählt man die Zuleitungen von den verschiedenen Quellen noch hinzu, dann hatte sie sogar eine Länge von 130 km. Damit der Bau zügig voranging, wurde die Strecke in Baulose aufgeteilt. Grewe schätzt die Zahl auf 20 Abschnitte, die gleichzeitig in Angriff genommen wurden. Zwei Abschnittsgrenzen wurden von ihm in den nicht herausgenommenen Abschnitten archäologisch nachgewiesen.
Die Leitung transportierte das Wasser allein durch ihr Gefälle und ist ein Denkmal für die damalige, bis heute nachwirkende Ingenieurskunst. Der Verlauf zeigt die Befähigung der Römer zur exakten Vermessung, den Zugang zu Prinzipien der Physik und deren praktischer Ausführung. Manche vermuteten fälschlicherweise den Eisernen Mann im Kottenforst als Vermessungspunkt der Leitung, der aber mutmaßlich erheblich jünger ist.
Die gesamte Anlage war bis etwa 260 n. Chr. in Betrieb, sie wurde nach der ersten Plünderung und Zerstörung Kölns durch die Franken nicht wieder in Betrieb genommen. Nach diesen Zerstörungen wurde die rasch wieder aufblühende Stadt vom Duffesbach, der der Kanaltrasse ab Hermülheim folgte, mit Wasser versorgt. Damit war quasi der vorherige Status der Versorgung aus dem Vorgebirge wieder gegeben. Neue Untersuchungen ergaben Hinweise, dass die Leitung während der Betriebszeit durch Erdbeben beschädigt und wieder repariert wurde.

## Verlauf der Leitung
Die Eifelwasserleitung beginnt im Urfttal bei Nettersheim am Grünen Pütz, wo sie das Wasser einer Quelle aufnahm. Als reine Gefälleleitung zog sie sich am Talhang der Urft entlang nach Kall, um dort die Wasserscheide zwischen Maas und Rhein zu überwinden. Die römischen Ingenieure hatten im Gelände genau diese eine mögliche Stelle ausfindig gemacht, an der die Gefälleleitung ohne einen Tunnel oder eine Druckrohrleitung die Wasserscheide überwinden konnte. Anschließend verlief die Leitung parallel zum Nordhang der Eifel, überquerte die Erft bei Euskirchen-Kreuzweingarten und zwischen Rheinbach und Meckenheim die Swist mit einer gemauerten Gewölbebrücke, um dann im Kottenforst bei Buschhoven, nordwestlich von Bonn, den Höhenrücken des Vorgebirges zu passieren. Über Brühl und Hürth erreichte die Leitung schließlich Köln. Weitere angetroffene Quellen im Urfttal, die den Ansprüchen an Wasserqualität und -quantität genügten, wurden ebenfalls gefasst und eingespeist.

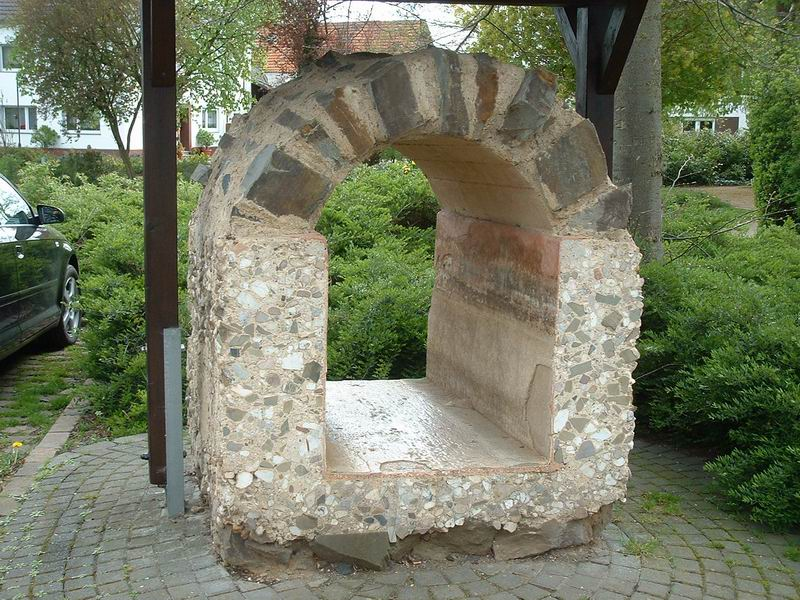
Original erhaltenes Leitungsstück in Buschhoven bei Bonn

## Technische Ausführung der Leitung
Die Leitung verlief zum Schutz vor Frost größtenteils etwa 1 m unterhalb der Erdoberfläche. Der archäologische Ausgrabungsquerschnitt zeigt zuunterst eine lose Lage Steine, auf die meist eine U-förmige Rinne aus Opus caementitium (Beton) oder Mauersteinen gesetzt wurde. Anschließend wurde auf die Rinne eine Schicht aus sauber zugehauenen und vermörtelten Natursteinen gemauert, die ihrerseits ein Gewölbe aus Steinen mit viel Mörtel trug. Bei der Ausführung in Beton und für das Gewölbe wurden Bretter für die Schalung verwendet, deren Maserung als Abdruck im Beton erkennbar ist. Die Leitung selbst hatte innen eine Breite von siebzig Zentimetern und eine Höhe von einem Meter und konnte damit auch von innen begangen werden. Sie war zum Schutz vor eindringendem Wasser außen verputzt und wurde bei Bedarf von einer Drainage begleitet, die anstehendes Grundwasser sowie Sickerwasser von der Leitung fernhielt. Kleinere Wasserläufe kreuzte die Leitung mit entsprechenden Durchlässen, von denen einer in der Nähe des Grünen Pützes sogar noch vollständig erhalten ist. Auch das Innere der Leitung war mit einem rötlichen Putz versehen (opus signinum), der aus Kalk und Zuschlägen wie zerstoßenen Ziegelsteinen besteht. Dieser Putz erhärtete auch unter Wasser und dichtete die Leitung gegen Wasserverluste nach außen ab. Feine Risse und Spalten im Putz wurden mit Holzasche abgedichtet, die bei der Inbetriebnahme und Erstbefüllung der Leitung mit Wasser hineingestreut wurde.

## Quellfassungen

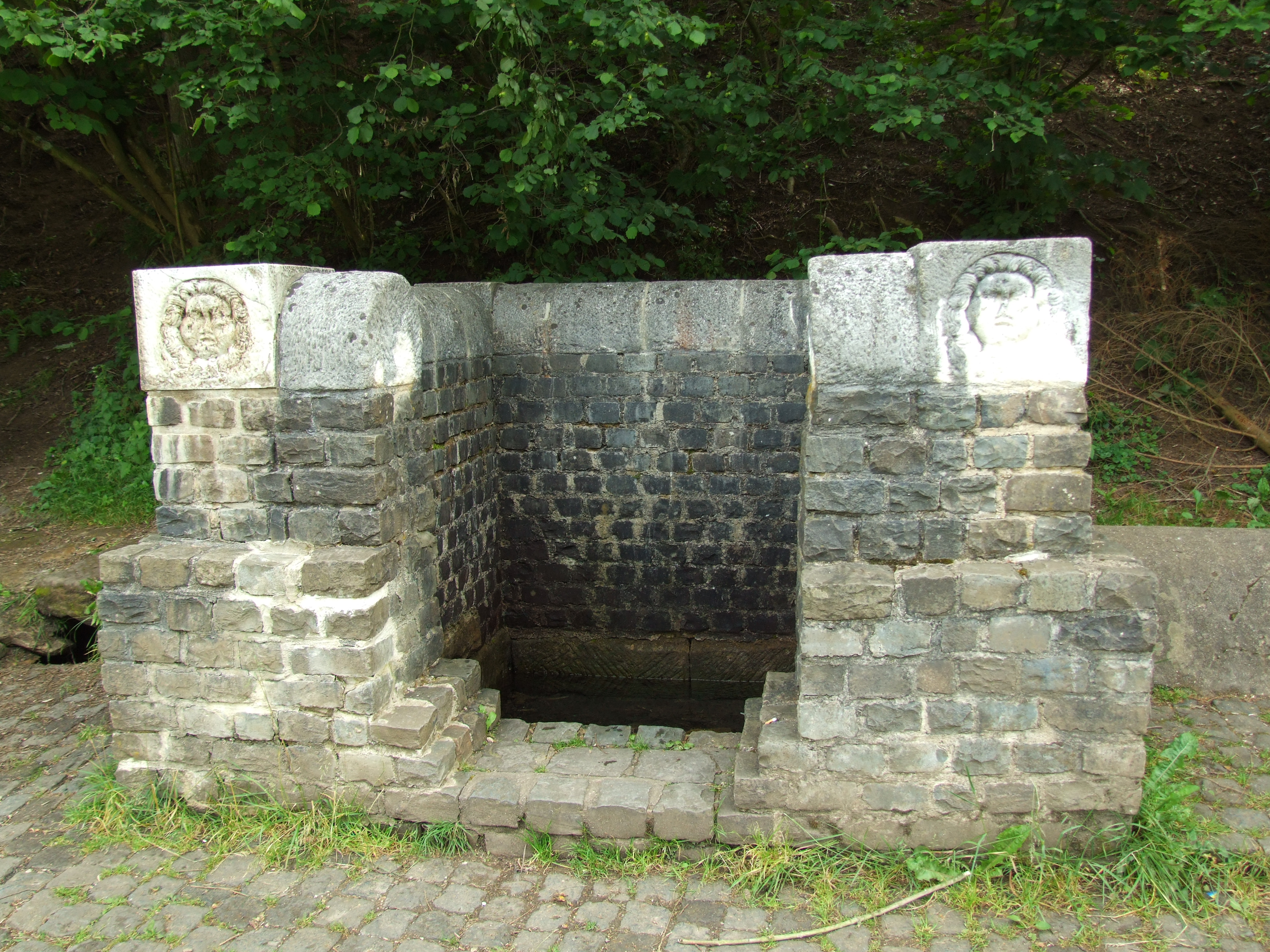
Die Brunnenstube des Grünen Pützes

Neben dem bereits erwähnten Grünen Pütz bei Nettersheim existierten weitere Quellfassungen im Verlauf der Leitung. Bekannt ist in erster Linie der Klausbrunnen bei Mechernich-Kallmuth, dessen Brunnenstube nach einer archäologischen Ausgrabung rekonstruiert und mit einem Schutzbau versehen wurde. Weitere Quellen wurden beispielsweise in Mechernich-Urfey gefasst und der Leitung zugeführt. Die Brunnenstuben waren konstruktiv den örtlichen Gegebenheiten angepasst und würden auch heutigen technischen Erfordernissen entsprechen.
Die Quellgebiete im Einzelnen:
- Der Grüne Pütz bei Nettersheim (50° 30′ 45,7″ N, 6° 36′ 38,9″ O)
- Der Klausbrunnen bei Mechernich-Kallmuth (50° 33′ 9,5″ N, 6° 37′ 45,2″ O)
- Das Quellgebiet bei Mechernich-Urfey
- Das Quellgebiet Hausener Benden bei Mechernich-Weyer

Gerade das letztgenannte Quellgebiet stellt eine Besonderheit dar: Auf der Suche nach einer ergiebigen Quelle zur Versorgung von Mechernich mit Trinkwasser stieß man 1938 auf eine Zuleitung der Eifelwasserleitung. Das ausströmende Wasser wurde daraufhin in das moderne Versorgungsnetz eingeleitet. Auf eine archäologische Suche nach der Quellfassung verzichtete man, um die Quelle nicht zu gefährden.

## Anspruch der Römer an die Wasserqualität

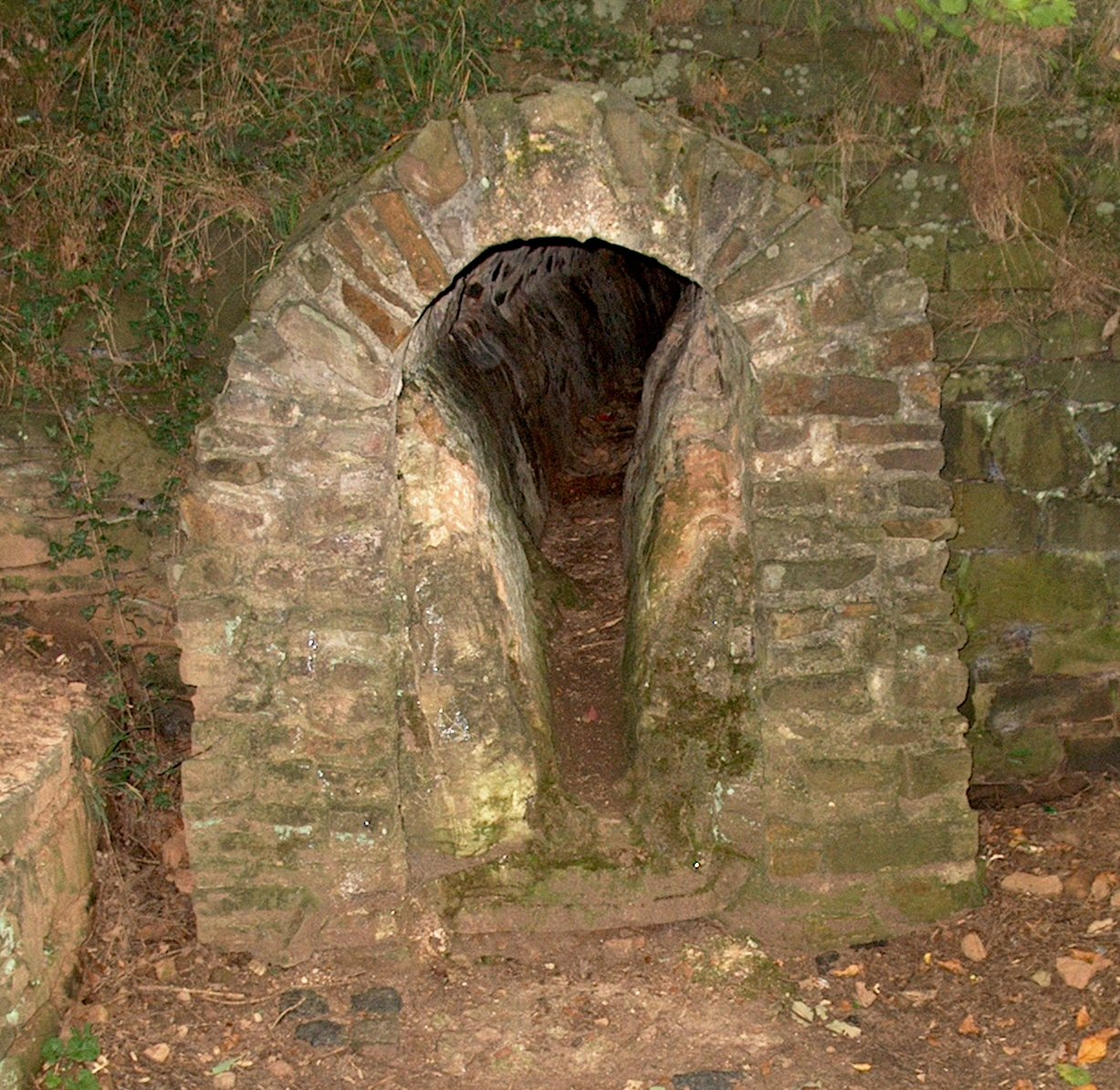
Die von Sinter zugesetzte Wasserleitung bei Euskirchen-Kreuzweingarten

Die Menschen im römischen Imperium bevorzugten Trinkwasser mit hoher Wasserhärte. Derartiges Trinkwasser ist vollmundiger als das fade schmeckende weiche Wasser, es neigt aber auch zu Kalkausfällungen innerhalb der Transportleitungen. Diese Kalksinterablagerungen legten sich als dichte Schicht auf alle Bereiche der Leitung und verhinderten innerhalb der städtischen Rohrleitungen aus Blei, dass das giftige Schwermetall in das Trinkwasser geraten konnte. In der Eifelwasserleitung selbst bildeten sich auch Sinterschichten, welche im Betriebszeitraum teilweise eine Stärke von 30 cm erreichten. Trotz der damit einhergehenden Querschnittsverengung konnte die Leitung problemlos die notwendige Kapazität für den Wassertransport bereitstellen. Die Kalkausfällungen selbst wurden als sogenannter Aquäduktenmarmor in späteren Zeiten als Baumaterial genutzt.
Ein Verfahren zur Prüfung einer Quelle für die Gewinnung von Trinkwasser nennt der römische Architekt und Autor Vitruv:

„Die Erprobung und Prüfung der Quellen muss so besorgt werden: Wenn die Quellen von selbst hervorquellen und offen zu Tage liegen, dann betrachte und beobachte man, bevor man mit dem Leitungsbau beginnt, welchen Gliederbau die Menschen haben, die in der Umgebung dieser Quellen wohnen. Ist ihr Körperbau kräftig, ihre Gesichtsfarbe frisch, sind ihre Beine nicht krank und ihre Augen nicht entzündet, dann werden die Quellen ganz vortrefflich sein.“

An anderer Stelle findet sich bei demselben Autor:

„Daher müssen mit großer Sorgfalt und Mühe die Quellen gesucht und gefunden werden im Hinblick auf die Gesundheit des menschlichen Lebens.“

## Hochbauten der Eifelwasserleitung

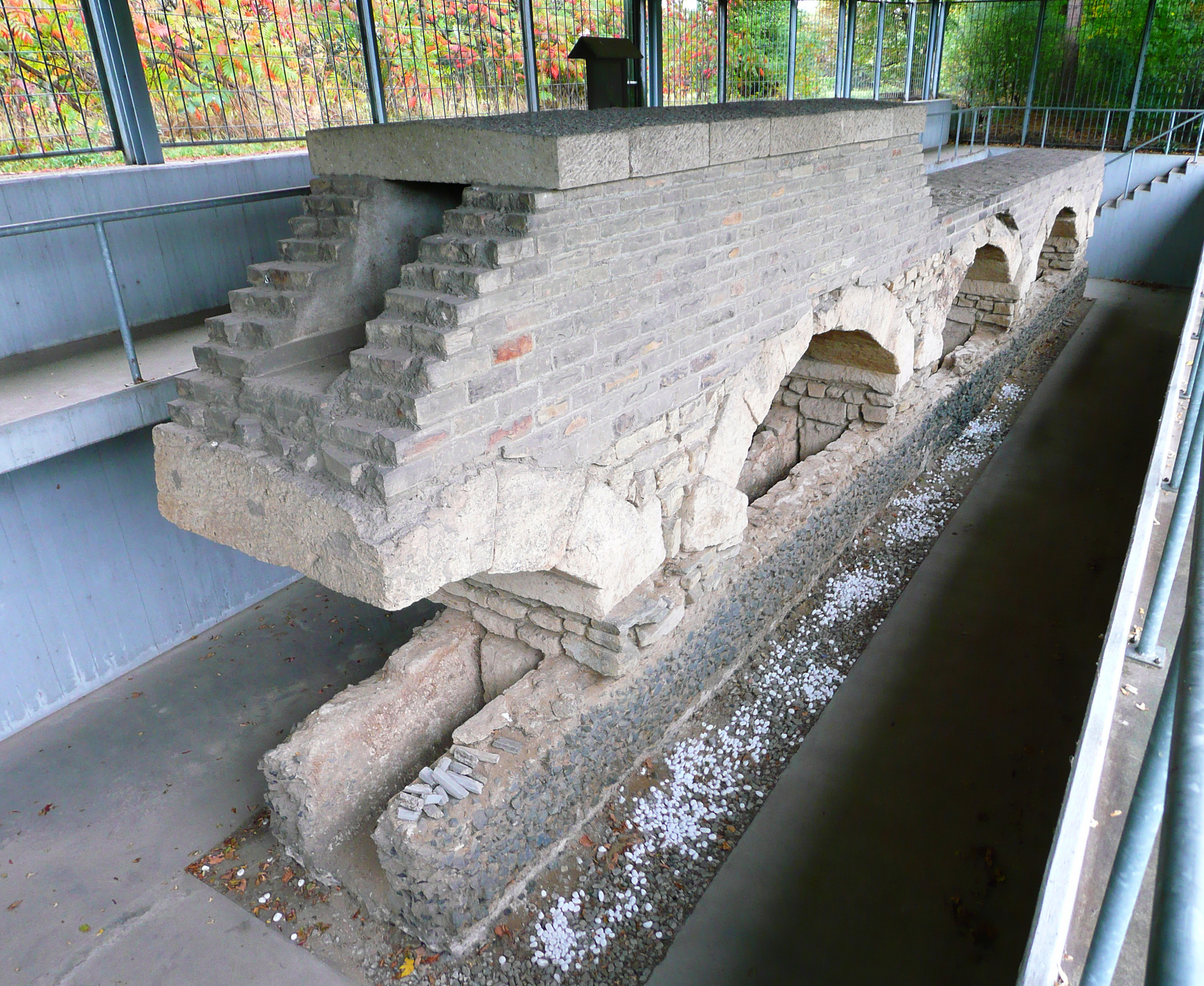
Alte und Neue Leitung (Hochbau darüber z. T. Rekonstruktion) in Hürth-Hermülheim

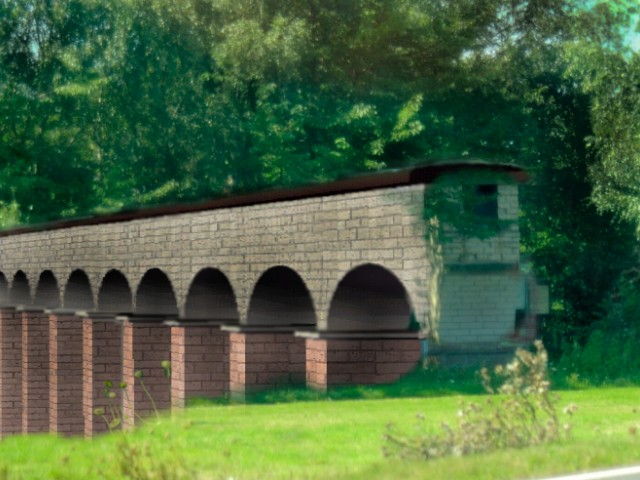
Virtuelle Simulation der Aquäduktbrücke über die Swist

Für die Eifelwasserleitung waren nur wenige Hochbauten notwendig, dabei keine nach Art des Pont du Gard. Denn der Verlauf der Leitung querte keine großen oder tiefen Täler. Die Leitung war im Untergrund (meist in Hanglagen) vor Frost geschützt. Weiters behielt das Wasser auf dem Weg nach Köln so auch angenehme Kühle.
Zur Überquerung der Swist zwischen Rheinbach und Lüftelberg wurde die Aquäduktbrücke über den Swistbach von 1400 Metern Gesamtlänge mit bis zu 10 Metern Höhe errichtet. Die Archäologen gehen davon aus, dass die Brücke einmal 295 Bögen mit einer lichten Weite von 3,56 m gehabt haben muss. Von dem Bauwerk ist nur ein niedriger Streifen aus Schutt erhalten. Eine Aquäduktbrücke über die Erft zwischen Euskirchen-Rheder und Euskirchen-Stotzheim hatte eine Länge von ca. 500 m. Beide Brücken wurden in nachantiker Zeit zur Gewinnung von Baumaterial vollständig abgebrochen.
Eine Bogenbrücke, die Aquäduktbrücke Vussem, überquerte ein Seitental bei Mechernich-Vussem in etwa 10 Metern Höhe und 80 Metern Länge. Der archäologische Befund stellte sich als eindeutig dar, so dass man eine Teilrekonstruktion der Brücke vornehmen konnte, um dem Besucher eine Vorstellung von dem Bauwerk geben zu können.
Neben diesen größeren Aquäduktbrücken gab es aber auch viele kleine, die der Überwindung von Bachläufen dienten. Ein gut erhaltenes Beispiel eines solchen Brückchens ist die Aquäduktbrücke in Mechernich-Vollem mit nur einem Durchlass bzw. Bogen.
Zur Überwindung eines nicht immer Wasser führenden Trockentals diente ein Durchlass bei Kall-Urft.
Hinter der Überquerung der Ville wurden Aquäduktbögen auf die alte Hürther Leitung gesetzt. Ein Abschnitt ist in Hürth am Duffesbach zu besichtigen; zugänglich über den Vussemweg.

## Der römische Baustellenbetrieb

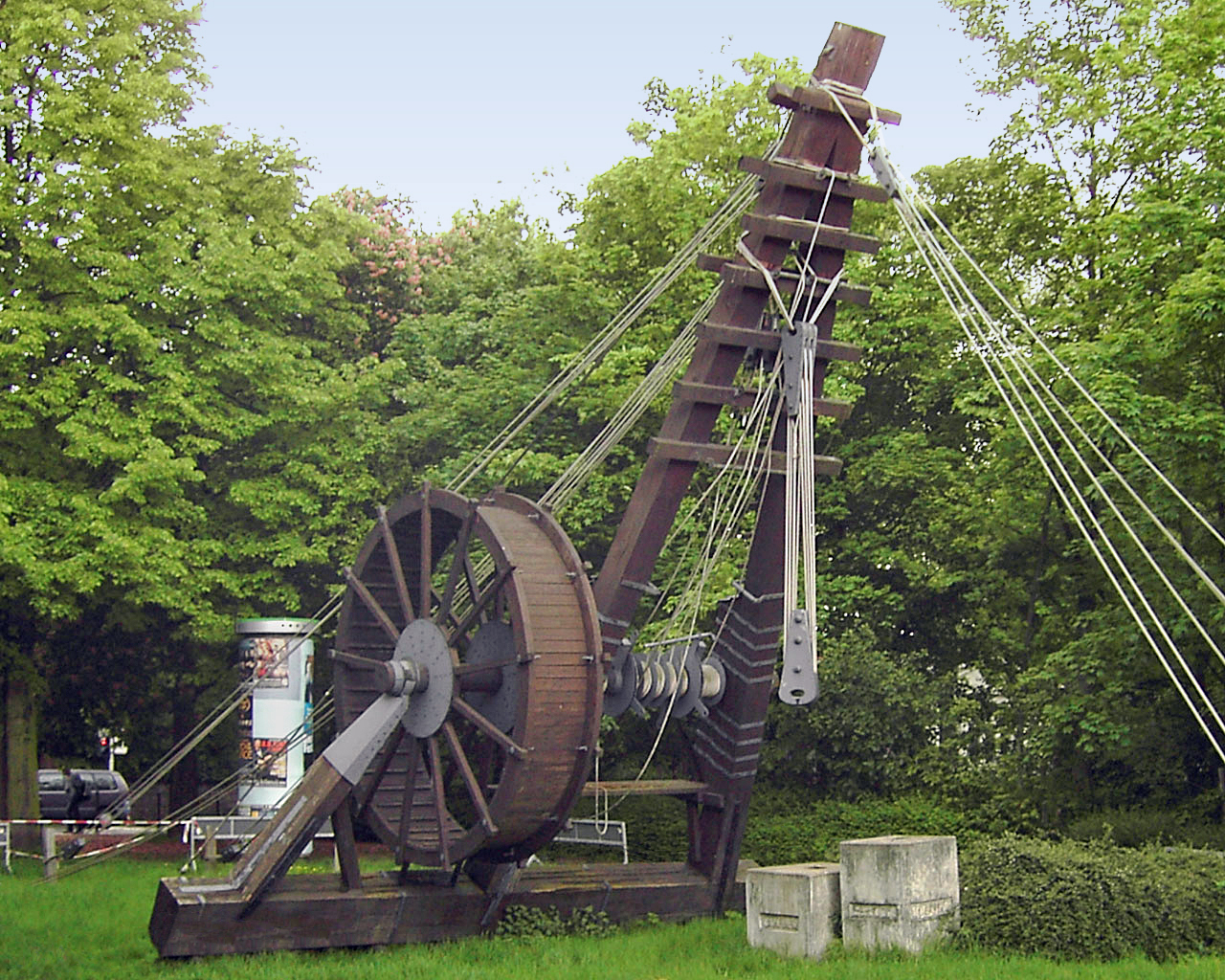
Rekonstruierter römischer Kran

Der Bau der Leitung stellte hohe Ansprüche an die Fähigkeiten und Kenntnisse der ausführenden Ingenieure. Andererseits scheinen Qualitätsmängel am Bau auch bei den Römern nicht unbekannt gewesen zu sein, denn Sextus Iulius Frontinus als leitender Beamter der städtischen Wasserversorgung von Rom schrieb:

„Kein anderer Bau erfordert größere Sorgfalt in seiner Ausführung als einer, der dem Wasser standhalten soll. Daher ist für einen solchen Bau in allen Einzelheiten Gewissenhaftigkeit vonnöten – ganz im Sinne der Regeln, die zwar alle kennen, aber nur wenige befolgen.“

### Aufwand zum Bau der Leitung

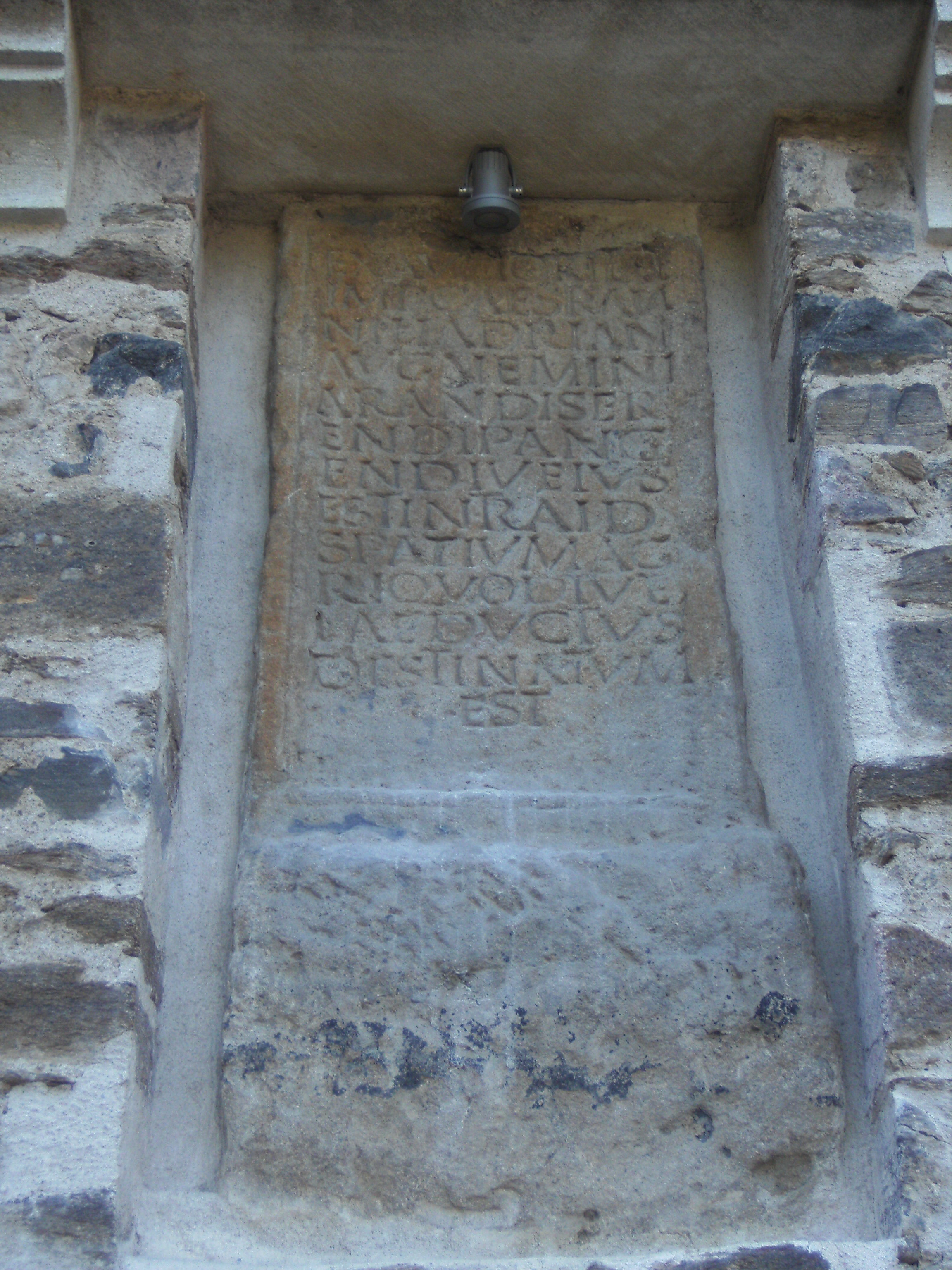
Stein von Chagnon, Aquädukt des Gier
EX AVCTORITATE
IMP(eratoris) CAES(aris) TRAIA
NI HADRIANI
AVG(usti) NEMINI
ARANDI SER
ENDI PANG
ENDIVE IVS
EST INTRA ID
SPATIUM AG
RI QVOD TVTE
LAE DVCTVS
DESTINATVM EST

Ein Bauwerk dieser Länge war von der Vermessung, dem Tiefbau und den Mauerarbeiten her nicht in einem Zuge zu verwirklichen. Stattdessen haben die römischen Ingenieure, die zu den an der Rheingrenze stationierten Legionen gehört haben dürften, die gesamte Baustelle in einzelne Baulose unterteilt. Die moderne Archäologie ist methodisch in der Lage, die Grenzen solcher Baulose festzustellen. Bei der Eifelwasserleitung wurden Baulose mit je 4440 Metern Leitungslänge festgestellt, das sind ziemlich genau 15.000 römische Fuß. Weiterhin ließ sich nachweisen, dass die Vermessung völlig unabhängig vom Bau der Leitung stattfand. In diesem Zusammenhang wird der Leitungsbau ähnlich abgelaufen sein, wie es heute noch auf Großbaustellen üblich ist. Der Bauaufwand wird mit einem Erdaushub von 3 bis 4 Kubikmetern je laufendem Meter Leitung geschätzt, hinzu kommen 1,5 Kubikmeter Mauerwerk und Beton sowie 2,2 Quadratmeter Putz zur Abdichtung der Leitung. Der gesamte Aufwand wird auf 475.000 Tagewerke geschätzt, bei 180 effektiven Bautagen im Jahr wären dafür etwa 2500 Arbeiter 16 Monate lang beschäftigt. Die tatsächliche Bauzeit wird aber deutlich länger gewesen sein, da in dieser Rechnung weder die Vermessung noch die Beschaffung der Baustoffe enthalten sind. Nach der Fertigstellung der Anlage, beziehungsweise ihrer Abschnitte, wurde die Baugrube wieder aufgefüllt, die Oberfläche eingeebnet und ein Weg für die Leitungswärter, die den Trassenverlauf regelmäßig inspizierten, angelegt. Dieser Weg markierte gleichzeitig einen Schutzstreifen, innerhalb dessen eine landwirtschaftliche Nutzung des Geländes verboten war. Ähnliche Einrichtungen sind auch von anderen Aquädukten bekannt. An der römischen Wasserleitung nach Lyon, dem Gier-Aquädukt, fanden die Archäologen eine Verbotstafel mit folgender Aufschrift:

„Auf Geheiß des Kaiser Caesar Trajanus Hadrianus Augustus ist niemandem das Pflügen, Säen oder Pflanzen gestattet innerhalb des Raumes, der zum Schutz der Wasserleitung bestimmt ist.“

### Römische Vermessungstechnik

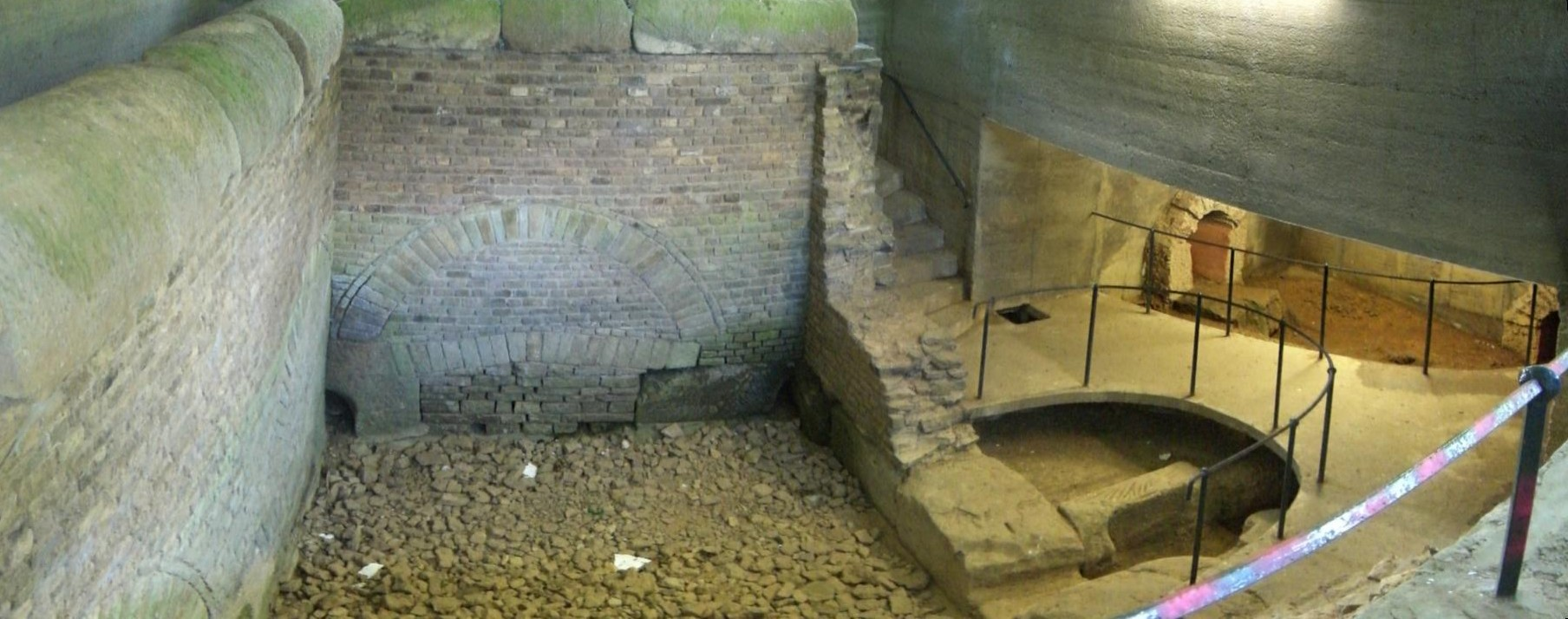
Panoramablick in die „Römische Brunnenstube“, südlich von Kallmuth (Mechernich)

Neben der sinnvollen Lage der Leitung im Gelände musste vor allem das notwendige Gefälle der Leitung gewährleistet sein. Die römischen Ingenieure waren mit ihren Chorobates, wasserwaagenähnlichen Messgeräten, in der Lage, ein Gefälle von einem Promille einzuhalten, die Leitung überwand also auf eintausend Meter Entfernung die Höhe von einem Meter. Hinzu kam die Notwendigkeit, an den Grenzen der einzelnen Baulose einen Zwangspunkt in der Höhe einhalten zu müssen, denn bei einer Bautätigkeit leitungsabwärts stieß man irgendwann an den Beginn des nächsten Loses, das vom Nachbarbautrupp bereits begonnen worden war. Die Leitung durfte somit keinesfalls zu tief an diesem Zwangspunkt ankommen. Entsprechend vorsichtig und sparsam sind die römischen Bauleute mit dem zur Verfügung stehenden Gefälle umgegangen. Kam die Leitung dagegen zu hoch an dieser Stelle an, genügte ein kleines Tosbecken in der Leitung zur Beruhigung des herunterfallenden Wassers.

### Römischer Beton als Baustoff
Die römischen Bauleute verwendeten eine Mischung aus gebranntem Kalk, Sand, Steinen und Wasser mit hydraulisch wirkenden weiteren Zuschlägen als eine Art Beton, der zwischen die Baugrube als Außenschalung und eine Innenschalung aus Brettern eingestampft wurde. Proben dieses Materials wurden modernen Prüfungen unterzogen; es zeigte sich dabei, dass der Beton ohne weiteres den heutigen Normen für diesen Baustoff entsprochen hätte. In der Literatur wird für diesen Baustoff auch der Name Opus caementitium verwendet.

## Betrieb der Leitung

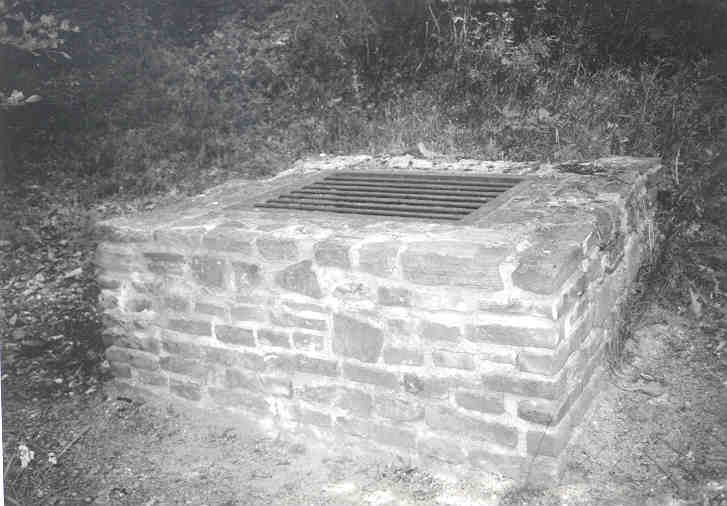
Revisionsschacht

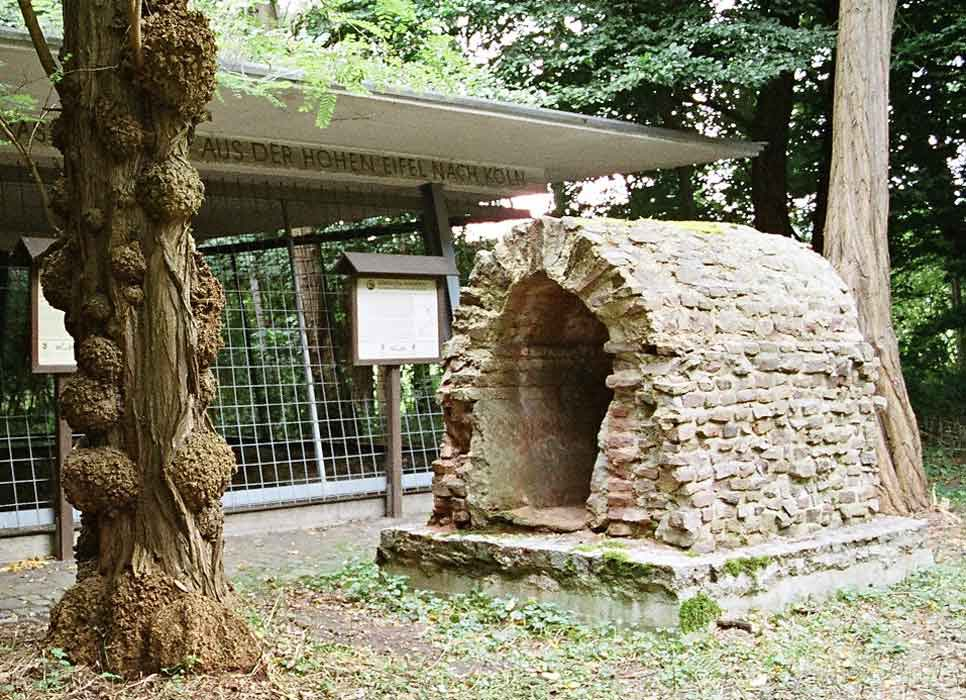
Schlammfang im Kölner Grüngürtel

Während ihrer wahrscheinlich 180-jährigen Betriebsdauer von 80 bis ungefähr 260 nach Christus musste die Leitung ständig gewartet, ausgebessert, gereinigt und von Sinter befreit werden. Hierzu gab es in regelmäßigen Abständen angelegte Revisionsschächte, von denen aus die Leitung begangen werden konnte. Mitunter wurden die Revisionsschächte auch über Reparaturstellen und Grenzen der Baulose angelegt. An der Zusammenführung der einzelnen Quellstränge entstanden ähnlich gestaltete offene Becken, damit das Wartungspersonal derartige Problemstellen stets im Auge behalten konnte.
Zur Beseitigung von Verunreinigungen und Schwebstoffen aus dem Frischwasser wurden unter geschickter Ausnutzung der Verringerung der Strömungsgeschwindigkeit Absetzbecken eingesetzt. Dies lässt sich zumindest in der ersten Betriebsphase des Vorgängerbaues, der Hürther Leitung, vor dem Anschluss der Eifelwasserleitung an diesen nachweisen. Durch diese Technik wurde die Wasserqualität zusätzlich erhöht. Bei Straßenbauarbeiten an der Berrenrather Straße wurde 1927 ein solches Becken ausgegraben. Es kann dort besichtigt werden. Münzfunde in dieser Anlage lassen einen Einsatz ab etwa dem Jahr 50 vermuten. Bei dem Anschluss der Eifelwasserleitung wurde dieses Becken mit dem Aquädukt überbaut.

## Verteilung des Wassers in der antiken Stadt Köln
Auf den letzten Kilometern vor der antiken Stadt verließ die Leitung das Erdreich und führte das Wasser über eine Aquäduktbrücke, die vor der Stadt eine Höhe von etwa 10 Metern erreichte. Der Grund für diesen zusätzlichen Bauaufwand ist in der Notwendigkeit zu suchen, auch höher gelegene Stadtteile mit Druckrohrleitungen versorgen zu können. Die damaligen Rohre bestanden aus Bleiplatten, die man zu einem Ring walzte und an den Stoßstellen des Ringes miteinander verlötete. Daneben waren auch Flansche zur Verbindung der einzelnen Rohrstücke in Gebrauch. Als Armaturen verwendeten die Römer Absperrhähne aus Bronze. Das ankommende Wasser floss dann in erster Linie in die vielen öffentlichen Laufbrunnen der Stadt, die ständig in Betrieb waren. Das Netz der Laufbrunnen war so dicht, dass kein Einwohner der Stadt weiter als 50 m zu einem dieser Brunnen gehen musste. Weiterhin versorgte die Leitung Thermen, private Hausanschlüsse sowie die öffentlichen Toilettenanlagen. Die Abwässer wurden durch ein im Kölner Untergrund befindliches Kanalnetz in den Rhein geschwemmt. Ein Stück dieser Abwasserleitungen kann unter der Kölner Budengasse auch heute noch besichtigt und begangen werden.

## Nutzung der Leitung als Steinbruch

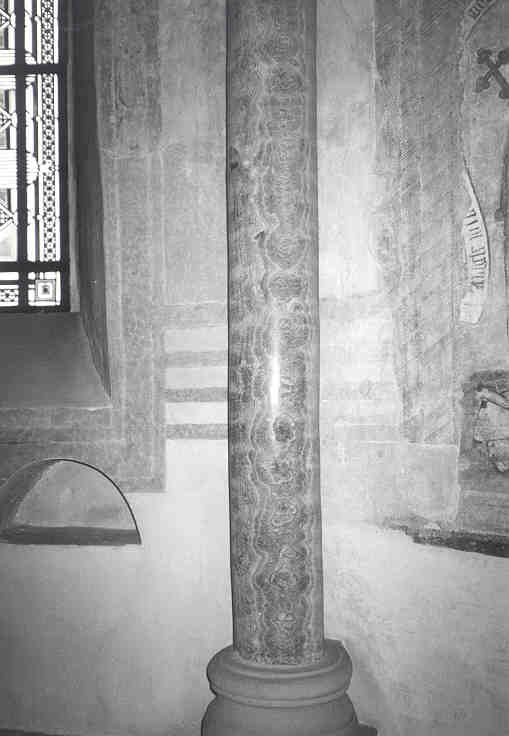
Eine Säule aus Sinter mit der typischen Maserung des Materials in der Stiftskirche Bad Münstereifel

Im Jahre 260 wurde die Leitung bei einem kriegerischen Überfall durch die Germanen zerstört und nicht wieder in Betrieb genommen, obwohl die römische Stadt Köln weiter Bestand hatte. Zudem ging später in den Wirren der Völkerwanderung das Wissen um den Aquädukt verloren. Die Anlage blieb zunächst ein halbes Jahrtausend unberührt in der Erde liegen, bis zur Zeit der Karolinger eine neue Bautätigkeit im Rheinland einsetzte. Die Leitung wurde in dieser Zeit im steinarmen Rheinland gründlich ausgeschlachtet. So wurden gerade noch eben transportierbare Brocken aus der Leitung herausgebrochen und beispielsweise in der Stadtmauer von Rheinbach erneut vermauert. Teilweise haftet an diesen Brocken aus Beton immer noch der Putz zur Abdichtung der Leitung. Auf diese Art und Weise wurden alle Hochbauten und weite Teile der unterirdischen Anlagen restlos beseitigt und einer neuen Nutzung zugeführt.
Besonders begehrt war der so genannte Aquäduktenmarmor, ein Sinterkalk, wie der schon erläuterte Niederschlag aus Kalk auch genannt wurde. Dieses Material hatte sich in der Betriebszeit der Leitung zu einer bis zu 30 cm dicken Gesteinsschicht angesammelt. Das Material hat das Aussehen von bräunlich bis rötlich gefärbtem Marmor und ließ sich problemlos aus dem Querschnitt der Leitung entfernen. Der Sinterkalk konnte ohne weiteres poliert werden und erhielt in Längsrichtung durch die Ansammlung der Kalzitminerale eine Textur, die wie eine Maserung von Holz wirkte, während er rechtwinkelig, gegen sein natürliches Lager dazu wie ein versteinertes Brett erscheint. Der seltene Naturstein war im gesamten Rheinland sehr begehrt, man fertigte Säulen, Fensterleibungen und sogar Altarplatten daraus. Das Material lässt sich im Osten bis nach Paderborn und Hildesheim nachweisen, wo es in den dortigen Domen verbaut wurde. Die nördliche Verbreitung reicht gar bis nach Dänemark im Dom zu Roskilde, wo der auch Eifelmarmor genannte Sinter in Form von Grabplatten Verwendung fand, ferner befindet sich in der ältesten Steinkirche von Schweden in Dalby eine Aquäduktenmarmor-Säule.
Im Volksglauben des Mittelalters wurde aus der Eifelwasserleitung eine unterirdische Leitung von Trier nach Köln, wie es unter anderem in der Kölner Dombausage deutlich wird – der Teufel wettete mit dem Dombaumeister, dass er diese Leitung schneller vollenden könne als der Baumeister den Kölner Dom. Der Baumeister ging auf die Wette ein und trieb seine Leute zu höchster Eile an. Eines Tages stießen die Bauleute bei Ausschachtungsarbeiten zum Kölner Dom auf einen unterirdischen Wasserstrom. Das schadenfrohe Gekicher des Teufels trieb den Dombaumeister in den Tod: Er stürzte von den halb fertigen Domtürmen in die Tiefe. Sein Tod wurde als Ursache für den jahrhundertelangen Stillstand der Baustelle des Kölner Doms angesehen.
Teilweise wurde der ursprüngliche Zweck der Wasserleitung so stark umgedeutet, dass sie nicht Wasser, sondern Wein transportiert habe – so zum Beispiel in den Gesta Treverorum des heiligen Maternus (4. Jahrhundert) und im Annolied (11. Jahrhundert).

## Abschließende Wertung

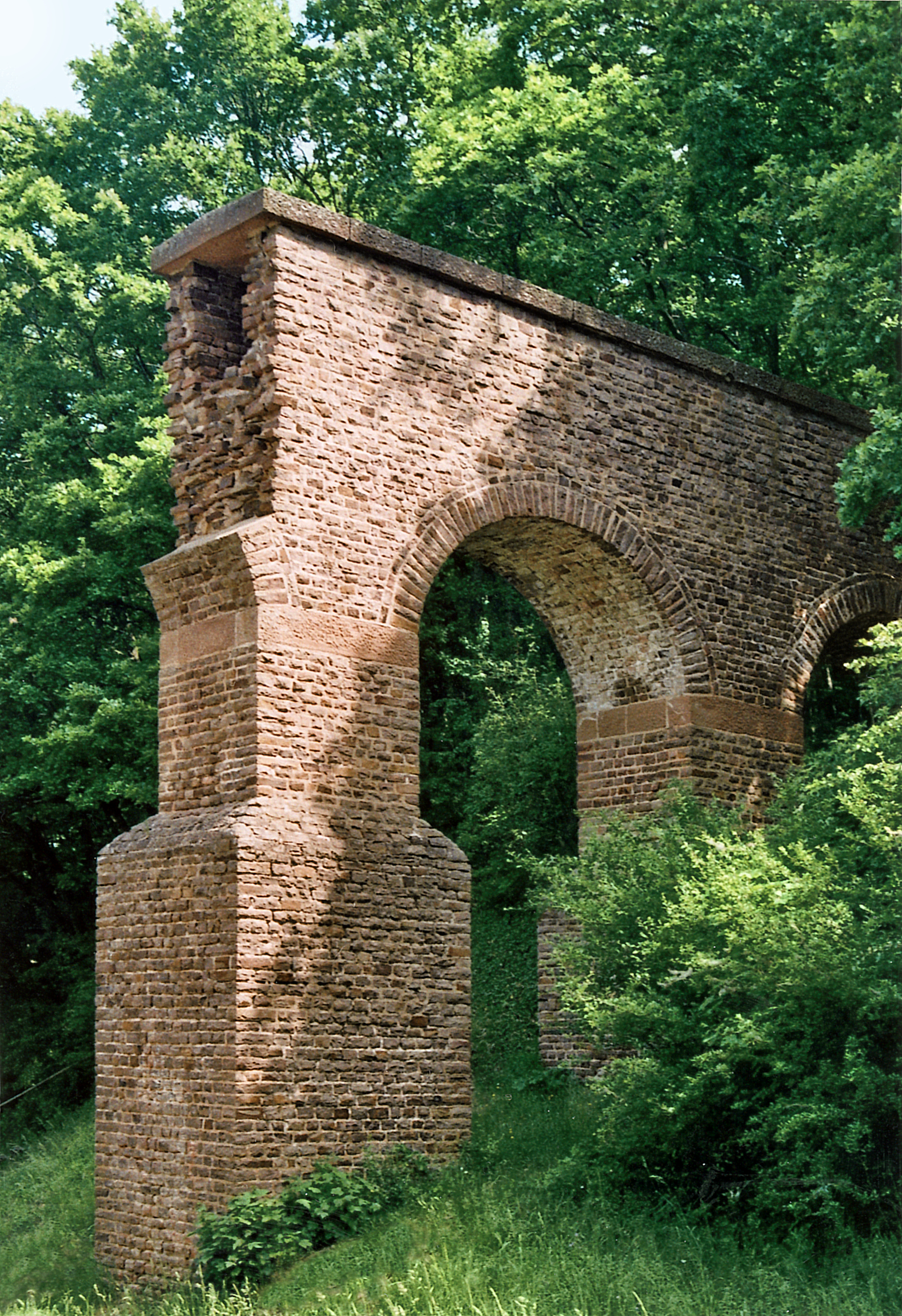
1961 rekonstruierte Aquäduktbrücke bei Mechernich-Vussem

Die archäologische Erforschung der Eifelwasserleitung begann erst wieder im 19. Jahrhundert. Dem Mechernicher Bergbeamten C. A. Eick gebührt das Verdienst, schon 1867 die Brunnenstube des Grünen Pützes als die von Köln am weitesten entfernte Quelle erkannt zu haben. Systematisch erforscht wurde die Leitung in den Jahren 1940 bis 1970 durch Waldemar Haberey. Seine 1971 erschienene Schrift (siehe Literaturauswahl) ist immer noch ein brauchbarer Führer entlang der Trasse. Der beim rheinischen Landesamt für Bodendenkmalpflege angestellte Archäologe Klaus Grewe hat ab 1980 die Trasse komplett kartografiert und in die Deutsche Grundkarte eingetragen. Sein „Atlas der römischen Wasserleitungen nach Köln“ gilt als Standardwerk über die Erforschung römischer Aquädukte.
Die Eifelwasserleitung stellt sich als technisches Denkmal ersten Ranges dar, an dem sich das römische Vermessungswesen, die römische Organisationsfähigkeit und das Können der römischen Ingenieure eindrücklich studieren lässt. Es ist bezeichnend für den Verlust dieser Kompetenzen, dass nach der Zerstörung und dem Verfall der Anlage die nachfolgenden Generationen nichts Rechtes mehr mit der Leitung anfangen konnten und sie als Steinbruch verwendeten. Den römischen Stand der Technik auf dem Gebiet der Wasserversorgung erreichte man erst wieder im 19. und 20. Jahrhundert. Somit dokumentiert die gesamte, als bewahrenswert angesehenen Anlage den hohen Entwicklungsstand der römischen Infrastruktur und die daraus resultierenden fortschrittlichen Lebensverhältnisse im römischen Reich.

## Touristische Hinweise

Logo des Wanderweges

Entlang der Route der Wasserleitung führt der 2012 erneuerte „Römerkanal-Wanderweg“ von Nettersheim über Kall, Rheinbach, Brühl und Hürth nach Köln. Die 7 Etappen umfassende Route hat 53 Stationen mit ausführlichen Informationstafeln zu den Sehenswürdigkeiten und gibt eine sehr gute Anschauung vom Verlauf der Leitungstrasse. Der Wanderweg ist ca. 115 km lang und kann dank des dichten Netzes des öffentlichen Personennahverkehrs in mehreren Etappen gegangen oder auch mit dem Fahrrad gefahren werden. Ein Freundeskreis Römerkanal, in dem alle Anlieger und zuständige Institutionen Mitglied sind, kümmert sich um die weitere Erhaltung und Vermarktung des Bauwerks. Er führt auch eigene Ausstellungen und Veranstaltungen durch.

## Film
- Römische Eifelwasserleitung – der Römerkanal von Nettersheim nach Köln. Dokumentarfilm, Deutschland, 2017, 5:09 Min., Buch und Regie: Norbert Conzen, Produktion: Rhein-Eifel.TV, Reihe: Museen & Römer, Internetpublikation: 25. März 2017 bei YouTube, online-Video und Inhaltsangabe, mit Klaus Grewe.

## Ausstellungen
- Aquädukte – Wasser für Roms Städte. Zülpich, Römerthermen Zülpich – Museum der Badekultur, 22. März 2014 – 12. Oktober 2014.[13]
- Aquädukte – Wasser für Roms Städte. Xanten, LVR-RömerMuseum, 10. Dezember 2015 – 18. Juni 2017.[14]